# Silago
Silago  (en cebuano Lungsod sa Silago ; en tagalog : Bayan ng Silago) est une municipalité des Philippines située au nord-est de la province de Leyte du Sud, sur l'île de Leyte. 
Lors du recensement de 2020, sa population s'élève à 13 116 habitants.

## Géographie
Silago est une municipalité côtière, au bord du golfe de Leyte qui ouvre sur la mer des Philippines ; sa plage est constituée de sable noir.
D'une superficie totale de 215,05 kilomètres carrés, Silago est divisée administrativement en 15 barangays :

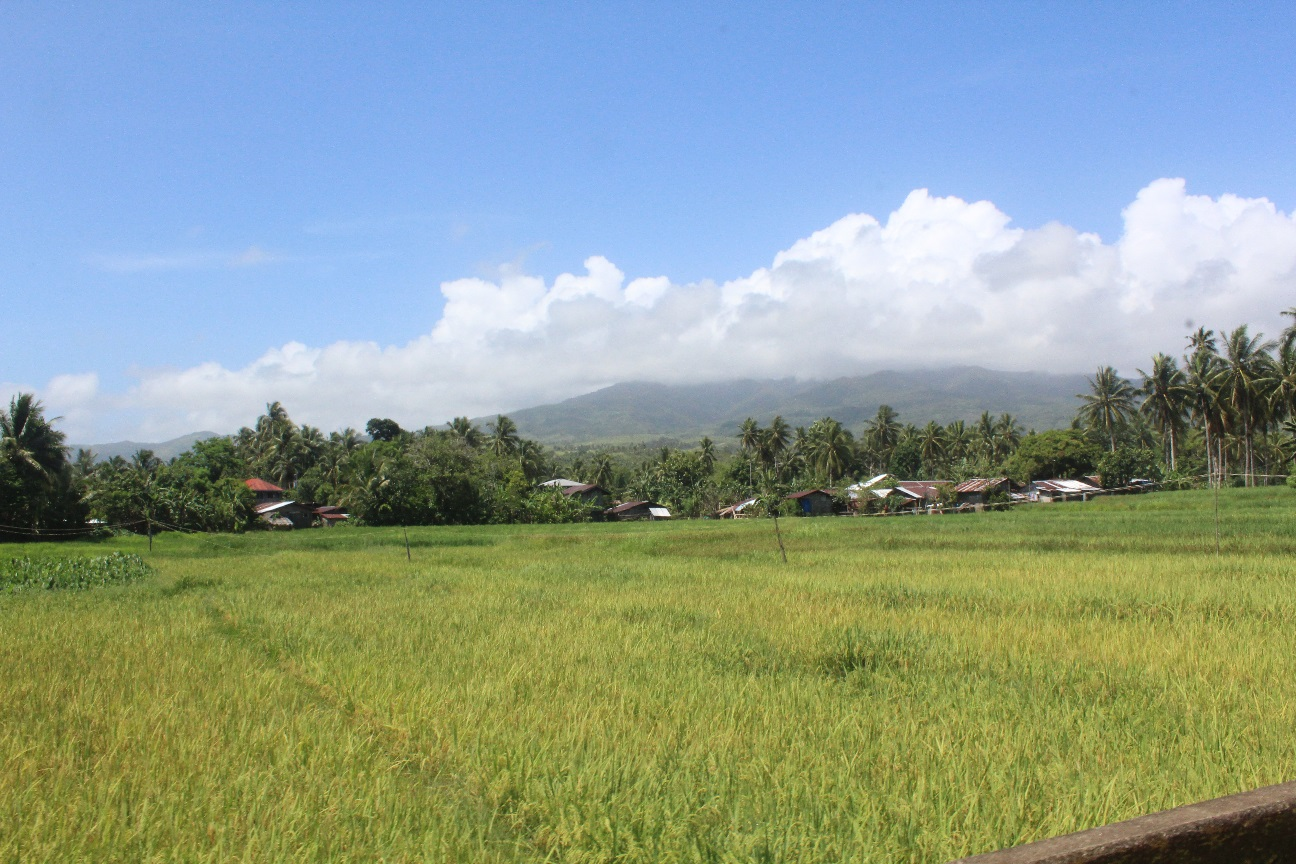
Une rizière dans la municipalité.

- Balagawan
- Catmon
- Hingatungan
- Imelda
- Katipunan
- Laguma
- Mercedes
- Poblacion District I
- Poblacion District II
- Puntana
- Salvacion
- Sap-ang
- Sudmon
- Tuba-on
- Tubod

## Histoire
Silago est un ancien barangay de la municipalité d'Hinunangan ; elle a été érigée en municipalité indépendante en 1950.
| 1960 | 1970 | 1975 | 1980 | 1990 | 1995 | 2000  | 2007  | 2010  | 2015  | 2020  |
| ---- | ---- | ---- | ---- | ---- | ---- | ----- | ----- | ----- | ----- | ----- |
| 5315 | 7459 | 7967 | 9323 | 9733 | 9785 | 10486 | 11163 | 12310 | 12775 | 13116 |